# مایکل کلوس (بازیکن فوتبال، زاده ۱۹۷۰)
مایکل کلوس (انگلیسی: Michael Klauß؛ زادهٔ ۱۵ سپتامبر ۱۹۷۰) بازیکن فوتبال اهل آلمان است.
از باشگاه‌هایی که در آن بازی کرده‌است می‌توان به باشگاه فوتبال بوخوم، باشگاه فوتبال اوردینگن ۰۵، باشگاه فوتبال دارمشتات ۹۸، و باشگاه فوتبال سن پائولی اشاره کرد.
وی همچنین در تیم ملی فوتبال زیر ۲۱ سال آلمان بازی کرده‌است.